# Peter Kralović
Peter Královič (1983. június 5. –) szlovák nemzetközi labdarúgó-játékvezető.

## Pályafutása
Az SFZ JB minősítésével a 2. liga, majd 2012-től Corgoň Liga játékvezetője. Küldési gyakorlat szerint rendszeres 4. bírói, illetve alapvonalbírói szolgálatot is végzett. Corgoň Liga mérkőzéseinek száma: 40 (2012. 08. 18.–2016. 04. 2. ).
| Időpont             | Helyszín                                        | Mérkőzés típusa              | Mérkőzés                             | Eredmény | Nézők száma |
| ------------------- | ----------------------------------------------- | ---------------------------- | ------------------------------------ | -------- | ----------- |
| 2012. augusztus 18. | Štadión pod Dubňom, Zsolna                      | első Corgoň Liga mérkőzése   | MŠK Žilina–MFK Ružomberok            | 0 – 0    | 2138        |
| 2016. április 2.    | Mestský štadión Dunajská Streda, Dunaszerdahely | utolsó Corgoň Liga mérkőzése | Dunajská Streda–ŠK Slovan Bratislava | 0 – 2    | 5200        |

A Szlovák labdarúgó-szövetség JB terjesztette fel nemzetközi játékvezetőnek, a Nemzetközi Labdarúgó-szövetség (FIFA) 2012-től tartja nyilván bírói keretében. A FIFA JB központi nyelvei közül az angolt beszéli. Az UEFA JB besorolása szerint 3. kategóriás bíró. Több nemzetek közötti válogatott, valamint Európa-liga klubmérkőzést vezetett, vagy működő társának 4. bíróként, illetve alapvonalbíróként segített.
A 2016-os U17-es labdarúgó-Európa-bajnokságon az UEFA JB játékvezetőként foglalkoztatta. 
| Időpont         | Helyszín               | Mérkőzés típusa              | Mérkőzés                    | Eredmény |
| --------------- | ---------------------- | ---------------------------- | --------------------------- | -------- |
| 2016. május 5.  | Bakcell Arena Baku     | csoportmérkőzés (A. csoport) | Belgium–Skócia              | 2 – 0    |
| 2016. május 8.  | Dalga Arena Baku       | csoportmérkőzés (B. csoport) | Belgium–Bosznia-Hercegovina | 3 – 1    |
| 2016. május 12. | Olimpiai Stadion, Baku | csoportmérkőzés (C. csoport) | Dánia–Anglia                | 1 – 3    |
| 2016. május 18. | Dalga Arena Baku       | egyik elődöntő               | Portugália–Hollandia        | 3 – 1    |